# Hämotaphonomie
Die Hämotaphonomie (vom griechischen Haima Blut, Taphos Grab und Nomos Naturgesetz) ist die Wissenschaft, die sich mit der Zytomorphologie von Blutflecken befasst. Dieser Begriff wurde in den 1990er Jahren vom katalanischen Biologen Policarp Hortolà vorgeschlagen, inspiriert von dem Wort „Taphonomie“, das 1940 von Iwan Antonowitsch Jefremow in der Paläontologie eingeführt wurde.

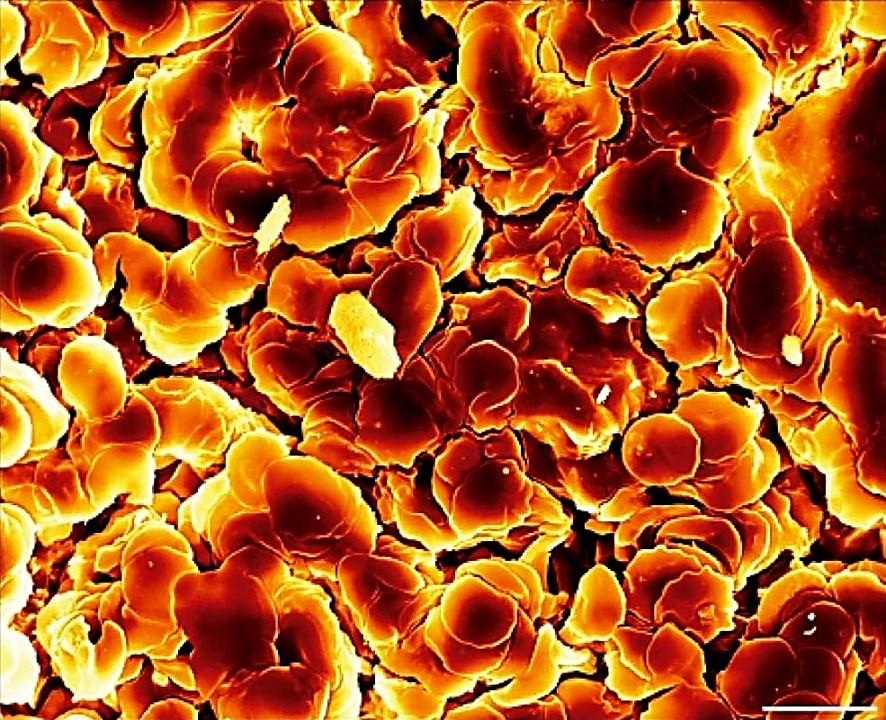
Rasterelektronenmikroskopische Aufnahme eines menschlichen Blutflecks, falschfarben. Der Maßstabsbalken entspricht 10 Mikrometern.

Der Untersuchungsgegenstand der Hämotaphonomie ist die Zytomorphologie von Blutzellen in mit Blut gefärbten Proben. Die Methode zur Untersuchung der Hämotaphonomie ist die Analyse von Hell-Dunkel-Bildern, die mit dem Rasterelektronenmikroskop aufgenommen wurden. Wurde vorgeschlagen, dass die konfokale Mikroskopie eine praktische Alternative zur Rasterelektronenmikroskopie sein könnte, wenn kein sehr hoher Detaillierungsgrad der Oberfläche von Blutflecken erforderlich ist. Insbesondere Veränderungen im Aussehen und in der Größe der Zellkomponenten sowie der Eigenschaften ihrer Zellposition und ihres Aussehens in Abhängigkeit von der oberflächlichen Topographie und Zusammensetzung des Substrats werden bei dieser Form von Analyse untersucht.
Lange vor dem Erscheinen des ersten kommerziellen Rasterelektronenmikroskops in der Mitte des 20. Jahrhunderts wurde die mikroskopische Bestimmung von Blutflecken sporadisch als Hilfsmittel für die Forensik durchgeführt, wobei der Arzt und Chemiker aus Menorca, Mateu Josep Bonaventura Orfila, dies als Erster versuchte. Die angewandte Hämotaphonomie sucht nach Blutflecken als kriminalistischen oder archäologischen Beweis. Es wurde auch zur Untersuchung vermeintlicher Blutreste in Fragmenten mittelalterlicher Handschriften und im Turiner Grabtuch verwendet. 
Auf praktischer Ebene zielt die Hämotaphonomie darauf ab, festzustellen, ob ein Fleck Blut ist oder nicht, indem das Vorhandensein von roten Blutkörperchen überprüft wird. Wenn dies der Fall ist, muss anschließend identifiziert werden, ob das Blut von einem Säugetier stammt oder nicht. Wenn das Blut von einem Säugetier stammt, muss dann bestimmt werden, ob es von einem Kameliden (wie dem Dromedar, dem Trampeltier, dem Guanako, dem Vikunja usw.) stammt, und zwar aufgrund der ovalen, abgeflachten und kernlosen Morphologie ihrer Erythrozyten. Darüber hinaus ermöglicht die Hämotaphonomie als mikroskopische Morphologietechnik auch die Identifizierung der charakteristischen roten Blutkörperchen bei Sichelzellenanämie.
Hämotaphonomie sollte nicht mit der Blutspurenmusteranalyse verwechselt werden, die sich mit der Analyse der Farbe, Form und Größe von Blutflecken beschäftigt, die aber von namhaften Wissenschaftlern teilweise widerlegt wurde.
Das Blut von Wirbeltieren und die Morphologie von Säugetier-Erythrozyten im Körper und in den Proben

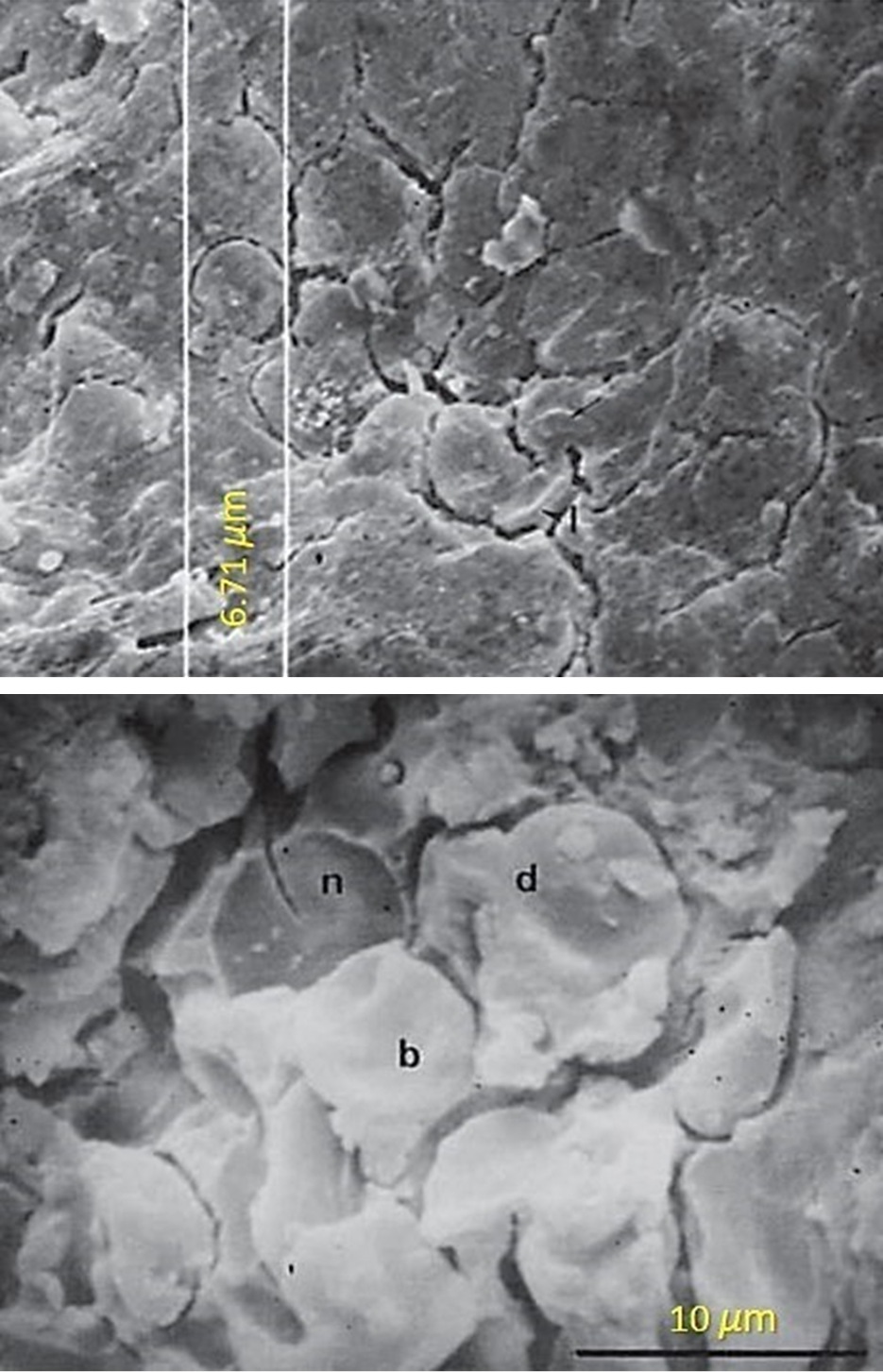
Rasterelektronenmikroskop-Aufnahmen eines ein Jahr alten Halsbandpekariblutflecks auf Hornstein. Oben ein Hekatozyt; unten ein Janozyt (n). Quelle: Experimental SEM determination of game mammalian bloodstains on stone tools, Policarp Hortolà, Environmental Archaeology: The Journal of Human Palaeoecology, 2001, reproduziert mit Genehmigung des Herausgebers (Taylor & Francis Ltd, http://www.tandfonline.com).

Wirbeltierblut ist eine Suspension von Zellen in einem flüssigen Medium (Plasma). In diesem Gewebe sind drei Arten von Zellen vorhanden: Erythrozyten (rote Blutkörperchen), Leukozyten (weiße Blutkörperchen) und Thrombozyten.
Im Gegensatz zu anderen Wirbeltieren haben Säugetiere rote Blutkörperchen ohne Kern. Als Ausnahme bei den anderen Wirbeltieren weisen die Salamander der Plethodontidae-Familie einen Anteil an roten Blutkörperchen ohne Zellkern auf, wobei die Art Batrachoseps attenuatus fast 95 % zellkernlose Blutzellen aufweist. Ebenso weist der Maurolicus muelleri (Teleost-Fisch) zellkernlose Erythrozyten auf.
Typische Säugetier-Erythrozyten sind aufgrund des fehlenden Zellkerns bikonkav scheibenförmig. Dies gilt nicht für die Familie der Camelidae, bei der die roten Blutkörperchen oval geformt sind. Andere physiologische Formen – die in geringem Umfang auftreten oder pathologisch sind – sind die Echinozyten (Zellen in Form des Stechapfels), Dakryozyten (tränenförmige Zellen), Schizozyten (gebrochene Zellen), Keratozyten (geweihförmige Zellen), Sphärozyten und Sichelzellen.
Die meisten roten Blutkörperchen in Blutflecken haben die gleiche Morphologie wie die in der Hämatologie beschriebenen. Zwei Erythrozytenmorphologien sind jedoch spezifisch auf Bluttrocknungsphänomene zurückzuführen, so dass sie als charakteristische Morphologien von Blutflecken von (mindestens) Säugetieren angesehen werden können und sich daher nicht in physiologischen Zuständen befinden. Diese Formen sind nach Hortolà:
- Mondförmige Zellen, von Hortolà Hekatozyten genannt (Lunoidformen, die mit der Erythrozyten-Plasma-Wechselwirkung im getrockneten Zustand zusammenhängen; etymologisch von Hekate).
- Negativzellen, von Hortolà Janozyten genannt (negative Nachbildungen, bezogen auf den Abdruck des Trockenplasmas; etymologisch von Janus).